# Prostitutionsgesetz
Das Prostitutionsgesetz (oder Gesetz zur Regelung der Rechtsverhältnisse der Prostituierten – ProstG) ist ein aus drei Paragraphen bestehendes Bundesgesetz, das die rechtliche Stellung von Prostitution in Deutschland als Dienstleistung regelt, um die rechtliche und soziale Situation von Prostituierten zu verbessern. Das Gesetz wurde am 20. Dezember 2001 verkündet und gilt seit dem 1. Januar 2002 (BGBl. I 2001, S. 3983; FNA 402–39). Gleichzeitig wurde das Strafgesetzbuch (StGB) in § 180a (Ausbeutung von Prostituierten) und § 181a (Zuhälterei) dahingehend geändert, dass das Schaffen eines angemessenen Arbeitsumfeldes nicht mehr strafbar ist, so lange keine Ausbeutung von Prostituierten stattfindet.
Durch Vereinbarungen über sexuelle Handlungen als Gegenstand eines Prostitutionsvertrags sollen seit Inkrafttreten des Gesetzes klagbare Entgeltforderungen begründet werden können. Das hat nicht nur Bedeutung für das Zivilrecht, sondern auch Auswirkungen auf das Strafrecht (Vermögensdelikte). Außerdem können sich Prostituierte nun regulär in den gesetzlichen Kranken-, Arbeitslosen- und Rentenversicherungen versichern.

## Entstehung und Inhalt

### Rechtliche Entwicklung
Vor Inkrafttreten des Prostitutionsgesetzes wurden Verträge über sexuelle Dienstleistungen nach allgemeiner Auffassung als sittenwidrig im Sinne des § 138 Abs. 1 BGB angesehen. Rechtsfolge der Sittenwidrigkeit ist die Nichtigkeit des Vertrages. Daher entstand weder ein Anspruch des Kunden auf Erbringung der Dienstleistung noch ein Anspruch der Prostituierten auf die vereinbarte Gegenleistung. Folge war die Praxis der Vorauskasse; eine Rückforderung des Entgelts war in diesem Fall gemäß § 817 Satz 2 BGB ausgeschlossen.
Nach Ansicht des Berliner Verwaltungsgerichtes war die Prostitution bereits vor dem Prostitutionsgesetz nicht mehr sittenwidrig: „[…] die staatliche Verpflichtung zum Schutz der Menschenwürde (Art. 1 Abs. 1 Satz 2 GG) darf nicht dazu missbraucht werden, den Einzelnen durch einen Eingriff in die individuelle Selbstbestimmung gleichsam vor sich selbst zu schützen.“ Der Europäische Gerichtshof hat klargestellt, dass Prostitution zu den Erwerbstätigkeiten gehört, die „Teil des gemeinschaftlichen Wirtschaftslebens“ im Sinne von Art. 2 EG sind. Entscheidungen, die die Sittenwidrigkeit in Zweifel zogen, sind im Zivilrecht aber nicht ergangen, da sich hier sofort die Anschlussfrage nach Einklagbarkeit der Dienstleistung, Schadensersatz für Schlechtleistung usw. stellt.
Diese zivilrechtliche Beurteilung hatte auch Auswirkung auf den strafrechtlichen Vermögensbegriff und damit insbesondere auf den Betrugstatbestand, der einen Vermögensschaden erfordert. Konnte die Arbeitsleistung der Prostituierten keine Forderung begründen, gehörte sie auch nicht zum strafrechtlich geschützten Vermögen. Wer also sexuelle Dienstleistungen in Anspruch nahm und dabei über seine Zahlungswilligkeit täuschte, beging mangels Vermögensschaden keinen Betrug. Der Bundesgerichtshof hatte diese Konsequenz im Dirnenlohnfall bestätigt. Andererseits beging die Prostituierte, die Geld annahm und dabei den Kunden über ihre Bereitschaft zur Erbringung sexueller Dienste täuschte, sehr wohl einen Betrug, da das „gute Geld“ des Kunden nach überwiegender Ansicht trotz des sittenwidrigen Zwecks zum geschützten Vermögen des Kunden gehörte.
Diese Rechtslage wurde vom Gesetzgeber als reformbedürftig beurteilt.
Das Gesetzgebungsverfahren wurde im Mai 2001 eingeleitet und umfasste mehrere Expertenanhörungen. Außer den Fraktionen der Regierungsparteien SPD und Bündnis 90/Die Grünen stimmten am 19. Oktober 2001 im Bundestag auch die Oppositionsfraktionen der FDP und der PDS für den von der Regierung eingebrachten Gesetzesentwurf. Lediglich die CDU-/CSU-Fraktion lehnte das Gesetz ab.

### Regelungsgehalt
„Sind sexuelle Handlungen gegen ein vorher vereinbartes Entgelt vorgenommen worden, so begründet diese Vereinbarung eine rechtswirksame Forderung. Das Gleiche gilt, wenn sich eine Person, insbesondere im Rahmen eines Beschäftigungsverhältnisses, für die Erbringung derartiger Handlungen gegen ein vorher vereinbartes Entgelt für eine bestimmte Zeitdauer bereithält.“

In § 1 wird angeordnet, dass nach Erbringung („vorgenommen worden“) der sexuellen Dienste ein Anspruch auf Zahlung der versprochenen Gegenleistung besteht. Damit wird klargestellt, dass nicht etwa ein Leistungsanspruch des Kunden auf Erbringung der Dienstleistung entsteht oder diese gar einklagbar wäre. Angesichts der Tatsache, dass selbst Urteile auf Herstellung der ehelichen Gemeinschaft nicht vollstreckbar sind, § 120 Abs. 3 FamFG, wäre das ein kaum erklärlicher Widerspruch und höchstwahrscheinlich auch wegen Verstoßes gegen Art. 1 GG (Achtung der Menschenwürde) verfassungswidrig.

„Die Forderung kann nicht abgetreten und nur im eigenen Namen geltend gemacht werden. Gegen eine Forderung gemäß § 1 Satz 1 kann nur die vollständige, gegen eine Forderung nach § 1 Satz 2 auch die teilweise Nichterfüllung, soweit sie die vereinbarte Zeitdauer betrifft, eingewendet werden. Mit Ausnahme des Erfüllungseinwandes gemäß des § 362 des Bürgerlichen Gesetzbuchs und der Einrede der Verjährung sind weitere Einwendungen und Einreden ausgeschlossen.“

§ 2 des Gesetzes stellt sicher, dass die Einwendung der Sittenwidrigkeit wegen der Art der erbrachten Dienstleistung ebenso ausgeschlossen ist wie die der Schlechterfüllung: Es soll vor Gericht nicht Beweis erhoben werden müssen über die Qualität der erbrachten Dienste. Entgegen dem Gesetzestext sind allerdings andere Einwendungen wie Geschäftsunfähigkeit und wohl auch Sittenwidrigkeit wegen Wuchers nicht ausgeschlossen.
Zudem soll die Entgeltforderung nicht abgetreten werden können. Über den Wortlaut hinaus soll die Forderung auch nicht im Wege der Einziehungsermächtigung bzw. Prozessstandschaft geltend gemacht werden können, während Stellvertretung (Handeln in fremdem Namen) möglich bleibt. Dadurch wird der Handel mit solchen Forderungen unmöglich gemacht.

„Bei Prostituierten steht das eingeschränkte Weisungsrecht im Rahmen einer abhängigen Tätigkeit der Annahme einer Beschäftigung im Sinne des Sozialversicherungsrechtes nicht entgegen.“

In § 3 werden die Voraussetzungen für die Aufnahme in Sozialversicherungen geschaffen.
Die Einklagbarkeit von Entgelten hat in der Praxis nur geringe Bedeutung, da praktisch immer mit Vorkasse gearbeitet wird.
Unverändert blieben die Ordnungswidrigkeit (§ 120 OWiG) und der Straftatbestand (§ 184f StGB) der verbotenen Prostitution, also der Zuwiderhandlung gegen eine auf Grundlage von Art. 297 Einführungsgesetz zum Strafgesetzbuch erlassene Sperrbezirksverordnung. Bis zur Regulierung der Werbung durch das Prostituiertenschutzgesetz am 1. Juli 2017 (siehe auch unten), sah § 120 Absatz Nr. 2 OWiG ein absolutes Werbeverbot für Prostitution vor, das aber nicht strikt durchgesetzt wurde. Das Verbot anstößiger Werbung für (auch unentgeltliche) sexuelle Handlungen (§ 119 OWiG) wurde durch das Prostituiertenschutzgesetz nicht aufgehoben. 

## Wahrnehmung

### Kritik
Es wird argumentiert, dass die Formulierung, es seien „weitere Einwendungen und Einreden ausgeschlossen“, zu weit geraten sei und einer teleologischen Reduktion bedürfe. Denn auch die Geschäftsunfähigkeit, insbesondere die Minderjährigkeit des Kunden, ist eine (rechtshindernde) Einwendung, die nach dem Wortlaut ausgeschlossen wäre. Es könne nicht vom Gesetzgeber gewollt sein, dass etwa der Minderjährige, der nicht einmal wirksame Verträge über den Erwerb alltäglicher Gegenstände abschließen kann, nun wirksame Entgeltforderungen für sexuelle Dienste gegen sich begründen kann.
Da die Menschenwürde als oberster Verfassungswert (Art. 1 GG) nicht zur Disposition des Staates steht, auch nicht durch Gesetz, ist die Prostitution nach Auffassung mancher Juristen auch weiterhin sittenwidrig. Dafür spräche insbesondere, dass § 2 ProstG lediglich die Einwendung der Sittenwidrigkeit ausschließt und § 1 nur von einer „rechtswirksame[n] Forderung“ spricht, dagegen nicht positiv anordnet, dass der Vertrag nicht sittenwidrig oder auch nur wirksam sei. Auch die fehlende Einklagbarkeit der sexuellen Leistung zeige deutlich, dass es sich nach wie vor nicht um einen gewöhnlichen Vertrag handelt. Das alles kann jedoch insoweit dahinstehen, als die Rechtsverhältnisse durch das Prostitutionsgesetz abschließend geregelt sind. Auch für das Strafrecht gehören jetzt erbrachte Dienstleistungen zum geschützten Vermögen; die „Dirnenlohn“-Rechtsprechung ist damit überholt.
§ 180a StGB sanktioniert zwar die „Ausbeutung von Prostituierten“. Der Paragraph wird aber selten angewandt, da sowohl wirtschaftliche Abhängigkeit als auch persönliche Abhängigkeit schwierig zu beweisen sind und es strittig ist, ab wann eine Abhängigkeit besteht. Eine Verurteilung im Strafverfahren ist allerdings ohne Aussage der Betroffenen eher unwahrscheinlich.
Die Zeitschrift Emma kritisiert, dass das Prostitutionsgesetz vor allem die Zwangsprostitution fördere. Die Kritik vom Emma richtet sich allerdings nicht speziell gegen das Prostitutionsgesetz, sondern gegen Prostitution als solche.
Das Bundessozialgericht hat im Urteil vom 6. Mai 2009 festgestellt, dass das Prostitutionsgesetz zum Schutz der Beschäftigten und nicht zur Förderung des Geschäfts erlassen wurde. Ein Bordellbetreiber kann demnach nicht von der Bundesagentur für Arbeit die Vermittlung von Prostituierten verlangen.

### Novellierung
Im von CDU, CSU und SPD nach der Bundestagswahl 2013 ausgehandelten Koalitionsvertrag wurde eine „umfassende Überarbeitung“ des Prostitutionsgesetzes angekündigt. In diesem Zusammenhang sollte die gesetzliche Grundlage für Kontrollen von Prostitutionsstätten durch die Ordnungsbehörden verbessert werden. Im selben Abschnitt des Koalitionsvertrags, wenn auch ohne direkten rechtlichen Zusammenhang zum Prostitutionsgesetz, kündigten die Regierungsparteien auch Maßnahmen gegen Zwangsprostitution und Menschenhandel an. So sollten die Opfer besser geschützt und entsprechende Straftäter konsequenter bestraft werden. Auch sollte künftig gegen Menschen vorgegangen werden, „die wissentlich und willentlich die Zwangslage der Opfer von Menschenhandel und Zwangsprostitution ausnutzen und diese zu sexuellen Handlungen missbrauchen“.
Im September 2016 wurde hierzu das Prostituiertenschutzgesetz verabschiedet, mit dem eine Anmeldepflicht für Prostituierte, eine Erlaubnispflicht für das Prostitutionsgewerbe sowie weitere Regelungen, etwa eine regelmäßige, verpflichtende Gesundheitsberatung und eine Kondompflicht, eingeführt wurden.